# Lunar
Lunar er en dansk fintech-virksomhed etableret i Aarhus i 2015 som fik eget banklicens i 2019. Banken har mere end en million kunder på tværs af Danmark, Norge og Svergie. Selvom banken startede med kun at tilbyde konti for privatpersoner, har den siden 2020 også tilbudt konti til erhvervsdrivende gennem sit Lunar Business produkt.

## Historie
Lunar er ikke en fysisk bank med filialer, men en teknologivirksomhed, og havde derfor modsat traditionelle banker ikke deres egen banklicens til at starte med. Det betyder, at den konto man fik, når man oprettede sig hos Lunar, egentlig oprettes hos partnerbanken Nykredit Bank, der foruden en samarbejdsaftale også har investeret et mindre beløb for en minoritetspost i selskabet. I 2019 fik Lunar dog deres egen banklicens
Ved en finansieringsrunde i december 2016 hentede Lunar 4,2 millioner euro fra et uoplyst antal engleinvestorer samt SEED Capital Denmark.
Lunars eget mål er først at nå 85.000 brugere i Norden og derefter at åbne i fem europæiske lande inden for de efterfølgende to år og have en brugerbase på mindst en kvart million brugere. Selskabet har indgået indledende samarbejder med lokale partnerbanker i Sverige og Norge.
Bag Lunar er blandt andet stifteren, it-iværksætter Ken Villum Klausen, der solgte IT-firmaet WallMob til norske Visma, bestyrelsesformand Henning Kruse Petersen, der er tidligere koncerndirektør hos Nykredit samt forhenværende formand for Finansiel Stabilitet, og bestyrelsesmedlem Tuva Palm som også er CTO hos Nordnet Bank.
Lunar fik i 2016 en andenplads i kategorien 'Challenger Banks' ved European Fintech Awards.
Efter banken i 2019 fik banklicens, lancerede den i 2020 Lunar Business som gjorde det muligt at få erhvervskonti i banken. I 2022 blev en kryptoløsning (Lunar Block) lanceret så man kan købe krypo gennem Lunar-appen. Den 1. februar 2023 -- same dag som MobilePay lukkede for WeShare -- lancerede Lunar appen Shareit, som skulle være en afløser for WeShare. I 2024 lancerede banken et samarbejde med SAS hvor der tilbydes et SAS EuroBonus-debetkort. I 2025 lancerede banken en app til børn kaldt Lunar Youth.

## Forretningsmodel
Lunar driver ikke selv bankfilialer, og al kundekontakt foregår igennem appen. Forretningsplanen er bygget op som en freemium-model, hvor man får grundpakken gratis og derefter kan tilkøbe forskellige services.